# José Ramón Gallego
José Ramón Gallego Souto (7 de agosto de 1959 en Durango, Vizcaya) es un exfutbolista español. Su demarcación era la de centrocampista. Pasó la mayor parte de su carrera profesional en el Athletic Club, club donde se formó y disputó 331 partidos oficiales.
Durante varias temporadas fue el encargado del material deportivo del Athletic.

## Trayectoria
| Club             | País   | Año       |
| ---------------- | ------ | --------- |
| Cultural Durango | España | 1978-1979 |
| Bilbao Athletic  | España | 1979-1980 |
| Córdoba (cedido) | España | 1980-1981 |
| Athletic Club    | España | 1981-1991 |
| Deportivo Alavés | España | 1991-1992 |

## Palmarés

### Campeonatos nacionales
| Título              | Club          | País   | Año  |
| ------------------- | ------------- | ------ | ---- |
| Liga española       | Athletic Club | España | 1983 |
| Liga española       | Athletic Club | España | 1984 |
| Copa del Rey        | Athletic Club | España | 1984 |
| Supercopa de España | Athletic Club | España | 1984 |

### Copas internacionales
| Título          | Club             | País   | Año  |
| --------------- | ---------------- | ------ | ---- |
| Eurocopa sub-21 | Selección sub-21 | España | 1986 |